# أليسا والتون
أليسا والتون هي ممثلة كندية، ولدت في 15 يناير 1970 في تروا ريفيير في كندا.